# Język ausziri
Język ausziri, także auxira – wymarły język należący do grupy języków zaparo, używany przez Indian Záparo w Peru zamieszkujących prawy brzeg rzeki Napo.